# 瀬野八

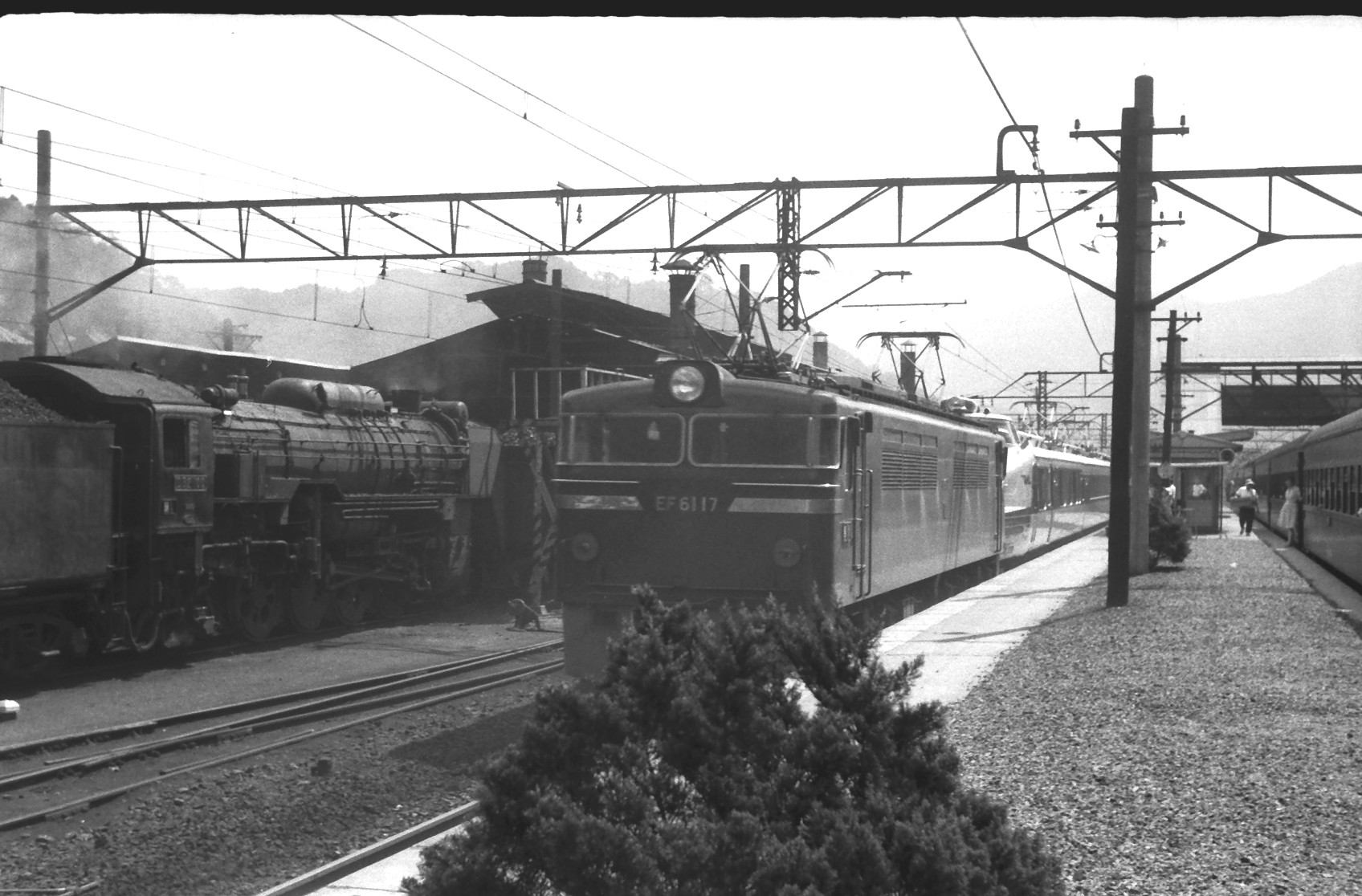
EF61補機を従えて瀬野駅を通過中の151系特急電車（昭和30年代）

瀬野八（せのはち）またはセノハチは、西日本旅客鉄道（JR西日本）山陽本線八本松駅 - 瀬野駅間（10.6 km）の通称。
広島市で広島湾に注ぐ瀬野川水系と呉市で瀬戸内海に注ぐ黒瀬川水系の分水嶺を通過する区間のうち、西側の瀬野川の上流域を指す。鉄道としては、約10 kmにわたって急勾配が続く難所として知られる。
また、近世山陽道（西国街道）の大山峠に並行する形で軌道が設置されており、この区間は鉄道開設以前からも難所となっていた。鉄道ファンにとっては撮影の名所でもある。

## 概要
この区間は、山陽鉄道により1894年（明治27年）6月10日に開通した。同社は急勾配を避ける方針で路線を敷設したが、この区間に関しては経済性を優先して最短経路で敷設したことから、特に上り線は、瀬野駅から八本松駅に向かって22.6 ‰（パーミル）の連続急勾配区間となった。
ルート決定に対し、別案として現在の芸備線沿いを通る緩勾配案や、熊野町を抜けるルートも検討されていた。開業時の時代背景として、日清戦争開戦直前で、ルートの変更を許さないとする軍部の強い意向が存在した事実もある。このため蒸気機関車時代から現在の電気機関車牽引列車に至るまで、開業以来、上り貨物列車には補助機関車（補機）の連結が必要なボトルネックとなっている。
八本松駅から瀬野駅の間には「JR西日本 八本松変電所」と「JR西日本 瀬野変電所」の2か所の変電所が整備され、上り側は架線がツインシンプルカテナリー式になっている。1894年（明治27年）から1986年（昭和61年）までは、補機を駐在させるための瀬野機関区が瀬野駅に隣接して設置され、また、中間地点には1912年（明治45年/大正元年）から1939年（昭和14年）まで上瀬野信号所が存在した。

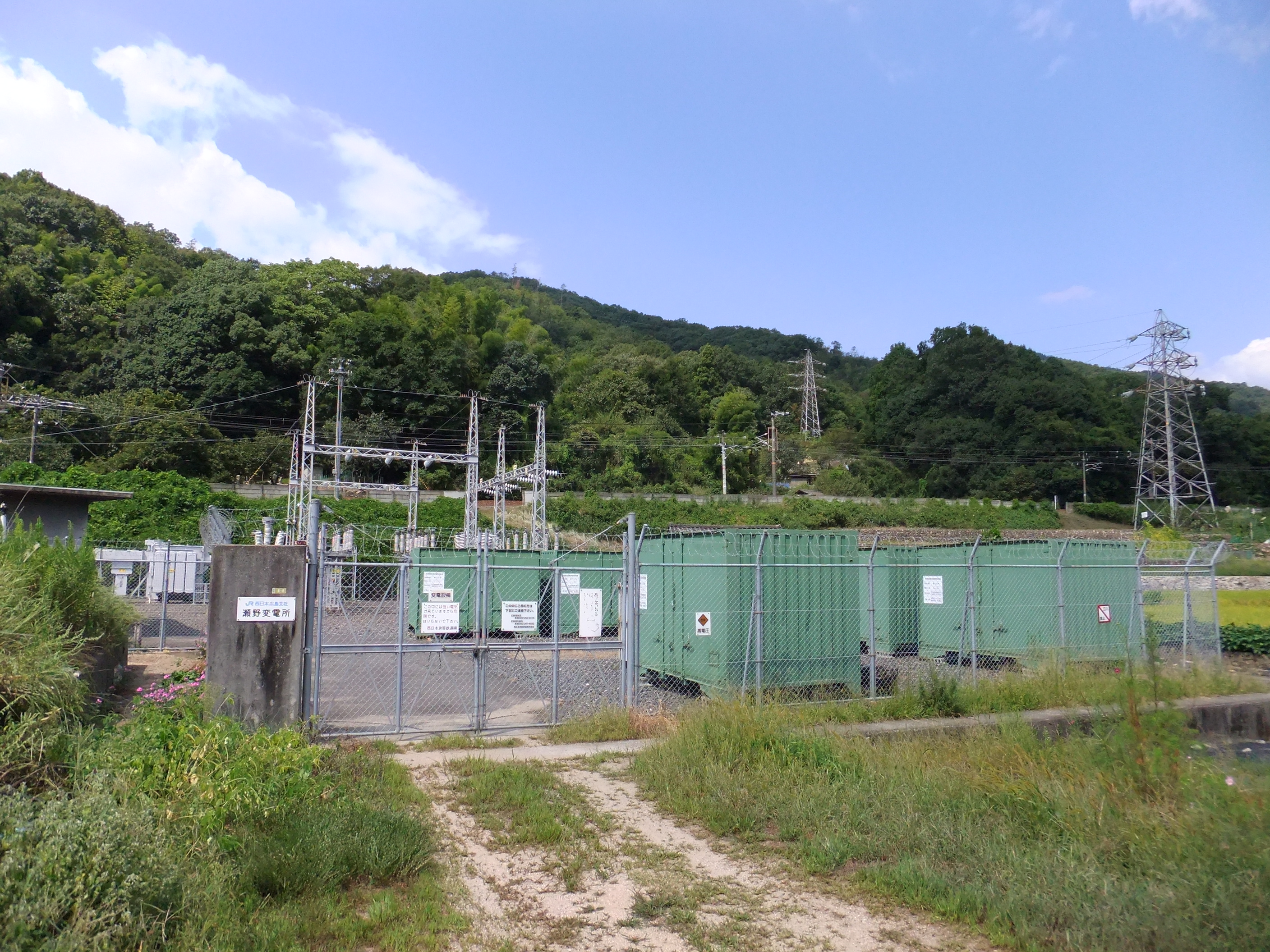
瀬野変電所
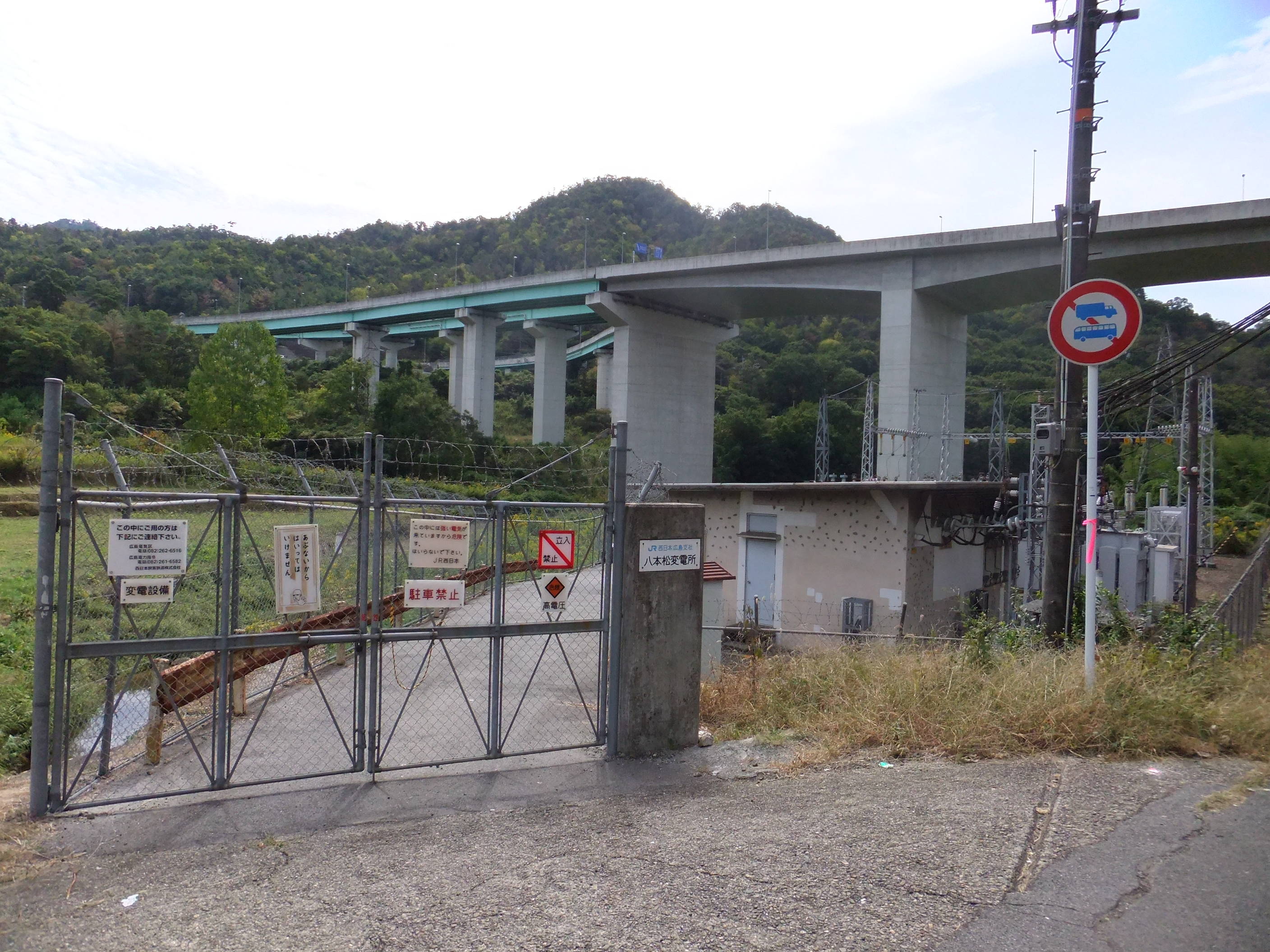
八本松変電所
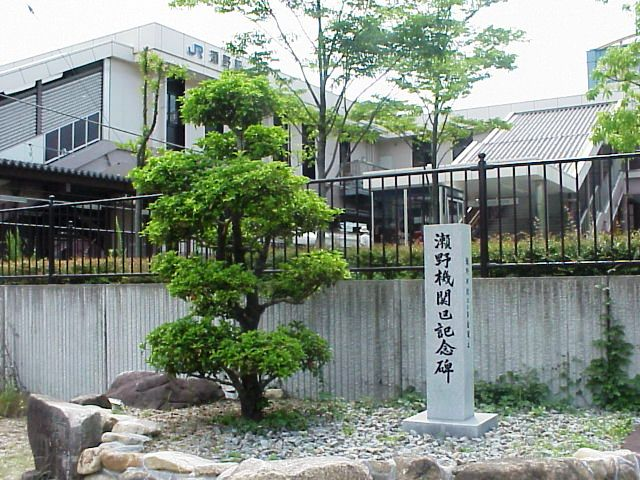
瀬野機関区の記念碑
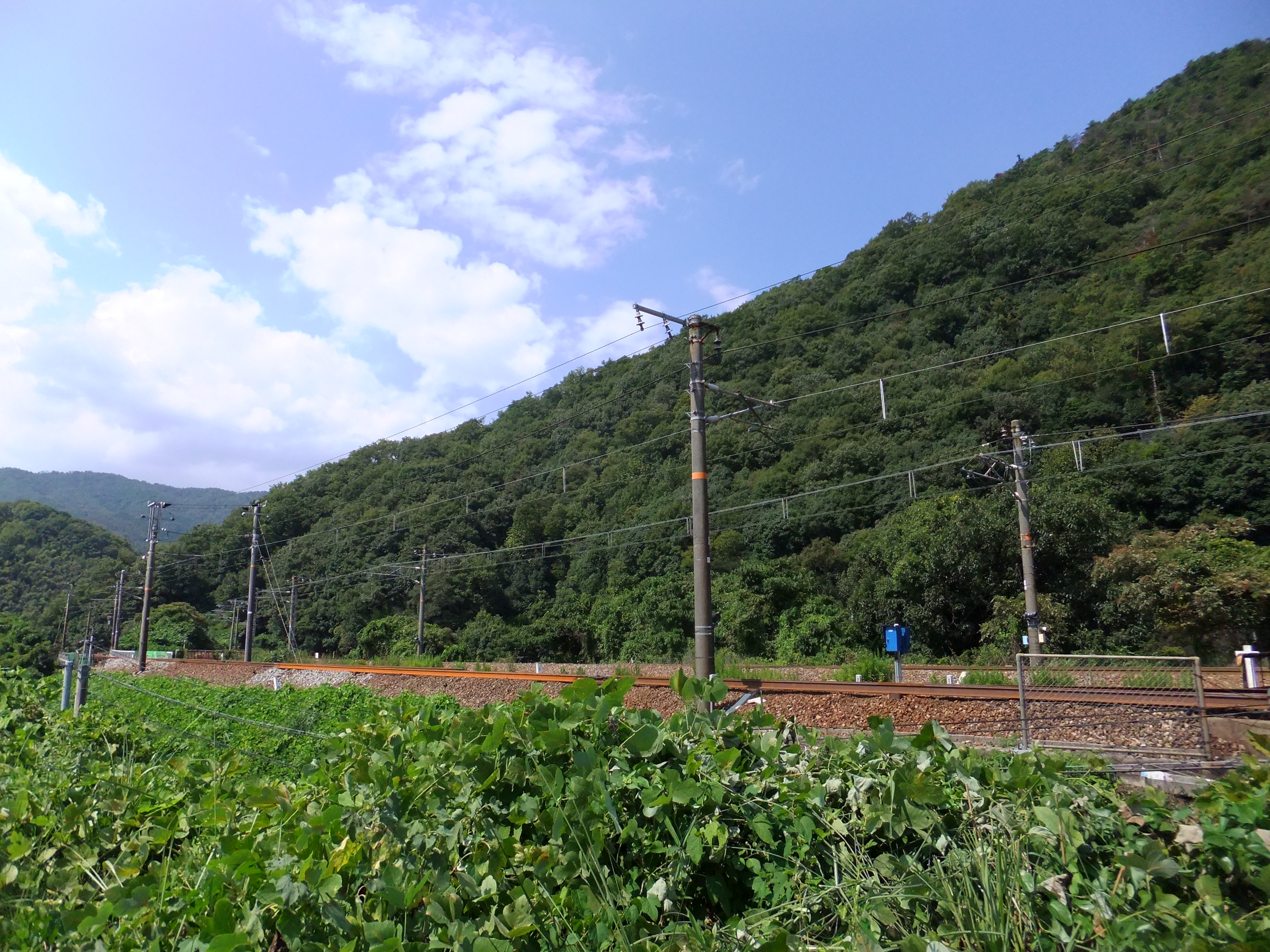
上瀬野信号所跡
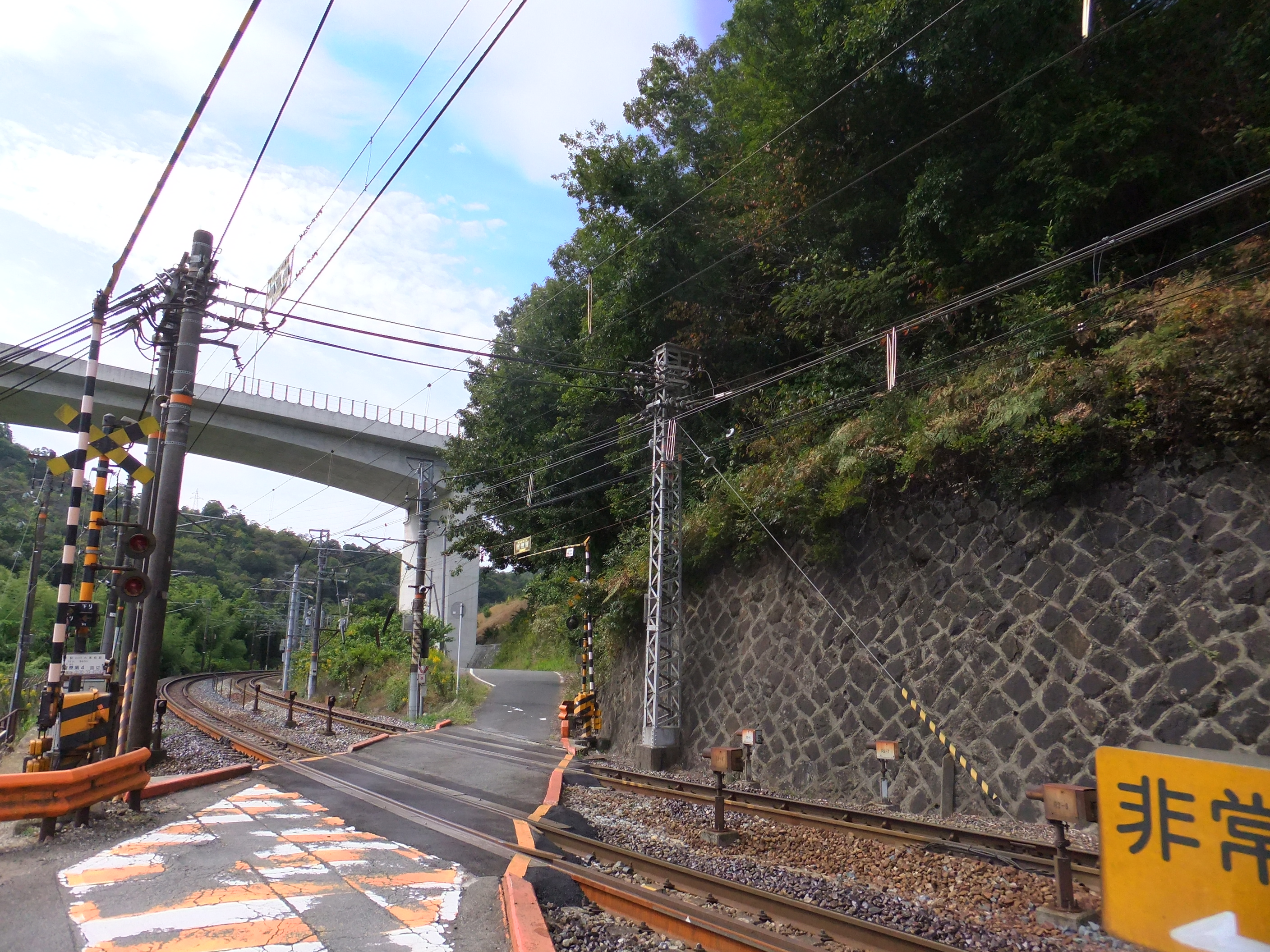
架線は下り側（手前側）はシンプルカテナリー式に対して、上り側（奥側）はツインシンプルカテナリー式になっている

### 運用
現在は補機を連結するのは貨物列車のみであるが、かつては客車で組成されていた旅客列車や郵便列車・荷物列車のみならず、主電動機出力の低い電車列車にも補機が連結された。さらに、2002年（平成14年）まで、一部列車では走行中の補機解放が八本松駅構内下関側で行われていた。このため補機専用機関車は、EF67形100番台をのぞき、連結器解錠用テコの遠隔操作用にエアシリンダーを装備して走行中の解放に対応したほか、EF61形200番台・EF67形基本番台の貨車連結側となる東京方にはデッキを装備している。
また、蒸気機関車時代には上り列車だけでなく、勾配を降りる下り貨物列車にも貨車の制動能力不足を補うために補機を連結していたが、これは1931年（昭和6年）の空気ブレーキ採用で廃止され、以後は上り列車のみ補機を連結し、八本松駅で列車から解放された補機は瀬野駅へ回送で折り返す形となった。
走行中の補機解放はブレーキ管の接続ができないなど、保安面での問題も多かった。貨物列車に関しては電化後の列車速度向上、増発もあって安全上の問題からも一部の特急貨物列車（後の高速貨物列車）を除いて1965年（昭和40年）以降西条駅構内を拡張、同駅に停車して補機を解放することとなり、1968年（昭和43年）以降はコキ10000系・レサ10000系といった10000系貨車の緩急車に電気連結器を追加、補機も10000系貨車のブレーキ装置に対応する空気配管と電気連結器を備える電空栓付密着自動連結器への改造を行い、1970年（昭和45年）から10000系貨車で編成される特急貨物列車に対しては電空栓付密着自動連結器を使用しての走行解放を行うようになった。1980年代になると国鉄末期の貨物列車整理でレサ10000系の使用列車が全廃、国鉄分割民営化の後まで走行解放が残っていたコキ10000系使用列車も1996年（平成8年）にはコキ104形10000番台によって置き換えられ、同形式は補機の瀬野駅方との間を電気連結器で接続し電気指令式ブレーキを用いて結び、コキ104形の床下で電磁自動空気ブレーキとの指令読替を行って貫通ブレーキとした。しかしそれでも安全面に憂慮すべき点が残ったことと、EF200形の出力制限を解除すれば補機が不要となることを見越したこと（ただしこれは実現しなかった）とで、2002年（平成14年）に走行解放は廃止された。
その後、補機の連結・解放は、瀬野駅や八本松駅では行われておらず、広島貨物ターミナル駅で連結し、西条駅で解放している。瀬野駅構内には、本区間で使用する補機を配置する瀬野機関区があったが1987年（昭和62年）に廃止され、広島貨物ターミナル駅近くにある広島機関区に統合された。
1962年（昭和37年）に山陽本線が広島駅まで電化したが、電化当初は補機としての専用の電気機関車が用意されなかったこともあり、一部の列車に対しては旅客列車牽引の間合い運用でEF58形・EF61形0番台や、時にはEF60形500番台を補機に充当したものの、貨物列車を中心に未だD52形を使用しており、補機の排煙による煙害、架線の汚損といった問題が残ったことから、1963年（昭和38年）以降EF53形・EF56形を改造したEF59形を投入。従来の機関車牽引列車のみならず、動力分散方式の151系電車を使用した特急「つばめ」や153系電車による急行にも、搭載するMT46形主電動機の1時間定格出力が100kWのためMT比1:1では出力が不足することや、過負荷による主電動機の異常過熱が問題となり、補機が連結された（「山陽本線優等列車沿革」の項目も参照）。
機関車は自動連結器（自連）、153系電車は密着連結器（密連）のため、神戸方を密連・下関方を自連としたアダプター的な意味合いの控車とした湘南色塗装のオヤ35形（0番台）を連結した。
後に1時間定格出力120kWのMT54形主電動機が開発され、151系電車は181系電車に改造の際にMT54形に換装。153系電車は一部が165系電車に置き換えられた他、引き続き153系が使用された列車は付随車を減車してMT比を3:2とすることで対応し、本区間での補機連結は発展的解消を遂げた。
しかし、国鉄末期の短編成化でMT比が1:1となって以降、本区間の営業運転には基本的に抑速ブレーキとノッチ戻し制御を装備した車両に限定しているため、近郊形電車は平坦線用の113系電車ではなく115系電車が投入されるほか、かつて103系電車が瀬野で広島方面へ折り返していたのも同様の理由である。
一方、動力集中方式の旅客列車は山陽本線広島電化の際、EF58形（1時間定格出力1990kW・全界磁定格速度68km/h）では瀬野八の上り勾配で単機300t牽引とされたことから寝台特急（ブルートレイン）に運用されていた20系客車14両編成、450tの編成重量でも補機を必要とし、広島電化当初はD52形、続いてEF59形の補機をつけて運転したものの、寝台特急の更なる増発や編成の15両化、補機の連結を全面的に解消するため、新性能電機のEF60形500番台（1時間定格出力2440kW・全界磁定格速度35km/h）を1963年末以降新製投入した。しかし本来貨物用を意識して設計されたため、牽引力は強いが、速度性能ではEF15形程度しか持たないEF60形に旅客特急運用を強いたため、平坦線区間での弱メ界磁多用もあってフラッシュオーバや電機子の焼付などを頻発させダイヤが大幅に乱れる原因になった。また、同じように客車列車で運転されていた急行列車や荷物列車は一部列車に対して瀬野八の上りでも600t以下なら単機牽引可能かつEF60形より高速性能を重視したEF61形0番台（1時間定格出力2340kW・全界磁定格速度47km/h）が投入されたものの、同形式は駆動装置の特殊性や18両という製造両数の少なさもあって運用は限られており、多くの客車列車はEF58形が牽引し、瀬野八越えでは補機を連結していた。
1965年（昭和40年）から、ー寝台特急の牽引はこの問題を解消するため、EF65形（1時間定格出力2440kW・全界磁定格速度45km/h）を基本としたEF65形500番台（P形）に置き換えられていった。その後EF60形が東海道・山陽本線優等列車の先頭に立つことは一切なく、関西発着夜行列車の増発などでEF65形500番台（P形）・1000番台（PF形）が不足した際は再びEF58形が投入され、瀬野八上りでは補機の力を借りることになった。一方で客車急行列車、荷物列車の主力牽引機は補機を使用してのEF58形運用が長く続き、瀬野八区間でEF58形が見られなくなるのは1975年（昭和50年）の山陽新幹線全通後に関西発着の列車を中心に順次進められた夜行列車の統廃合とEF65形1000番台の増備による牽引機の置き換え、1984年（昭和59年）に信越本線用であったEF62形を東海道・山陽本線に転用しての荷物列車牽引機置き換えと国鉄分割民営化を前にしたEF58形自体の廃車の進行によるものであった。なお、荷物列車や郵便列車、および貨物列車のそれぞれ一部については瀬野八を回避できる呉線経由で運転していたが、同線についても全線単線でしかも一部駅での行き違い有効長が短いと言う問題があったため、わずかの本数の設定に留まっていた。
気動車については、日本の気動車は幹線用からローカル用に至るまで、つい近年まで液体式であったためトルクコンバータによるトルク増幅効果の恩恵があり、1961年（昭和36年）から1975年（昭和50年）の山陽新幹線全通まで運転された「かもめ」に代表される山陽本線経由の気動車特急や急行列車、「やくも」「はまかぜ」などの間合いで入線した際にも、補機は必要としていない。
2015年3月から広島地区に導入された227系「Red Wing」は、これまでの車両に比べて出力が大幅に向上しており、抑速ブレーキも備わっていることから、瀬野八の通過に支障の全くない仕様となっているが、2023年11月6日には降雨と落ち葉が原因で空転を起こし、乗客が4時間にわたり缶詰となる出来事も発生している。

### 電力設備増強工事
本区間周辺では、2002年度より水島臨海鉄道を事業主体とした電力設備等増強工事が行われた。これは、JR貨物在籍電気機関車中で最大出力となるEF200形（1時間定格出力6,000kW）を用いて本区間で最大1,300tの重量級貨物列車の運転を行うためのもので、この工事により、従来変電設備の制約によりEF200形に課せられていた、EF66・EF210形と同等に抑えられる出力制限を解除する目的があった。
具体的な工事内容としては、八本松変電所の変電能力増強工事のほか、EF67形電気機関車の解放作業・待避を行う西条駅の有効長を1300t列車対応とするための延伸工事などである。
この工事は2007年（平成19年）2月に完成し、同年3月18日のダイヤ改正よりEF66・EF200・EF210形による1,300t列車の運用が開始されたが、EF200形は出力制限を解除されることなく2019年3月28日をもって全車が運用から離脱した。

## 後部補機

### 蒸気機関車時代の補機
- 8350形
- 8450形
- 3300形
- 2120形 (B6)
- 2900形
- 9600形
- D50形
- C52形
- D51形
- D52形
- C59形

### 電気機関車時代の補機
- EF59形
- EF61形（0・200番台）
- EF67形（0・100番台）
- EF210形（300番台）

ごく短期間だが、EF58形や1964年の山陽本線横川 - 小郡（現・新山口）間電化まで、東京 - 九州間寝台特急牽引運用の昼間時間帯間合いでEF60形500番台も投入された。このため、広島機関区や瀬野機関区の機関車のみならず、宮原機関区や、遠くは浜松機関区と東京機関区の機関車が補機運用に入っていたことがあった。

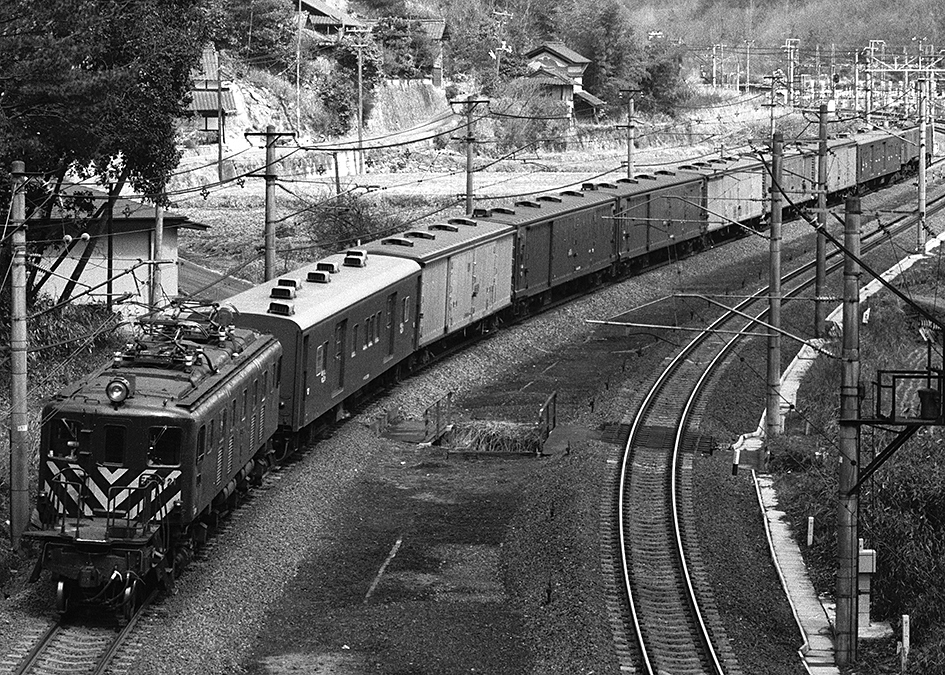
荷物列車の後補機運用中のEF59 21（1984年）
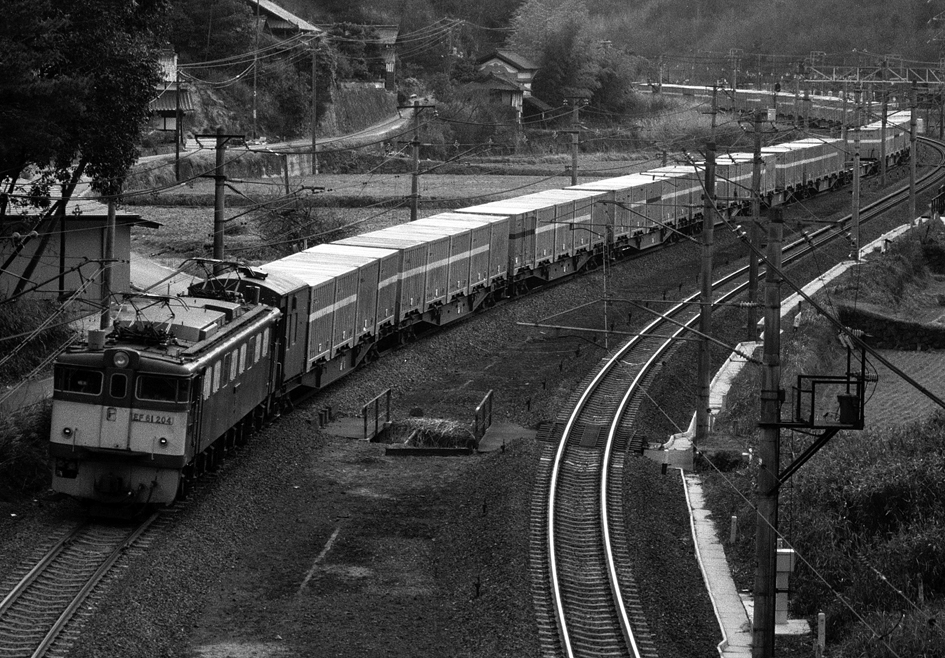
貨物列車の後補機運用中のEF61 204（1984年）
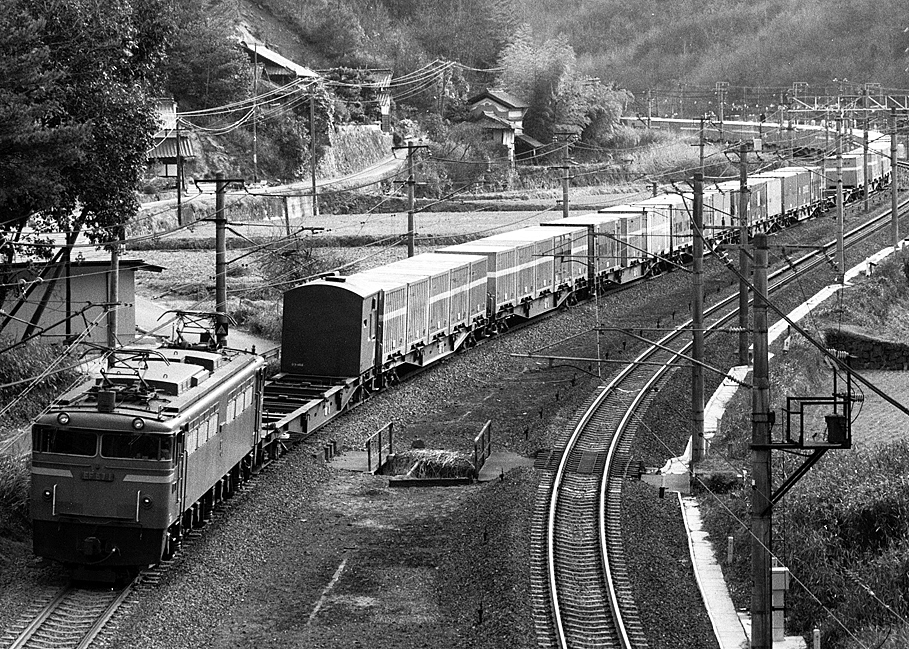
貨物列車の後補機運用中のEF67 1（1984年）
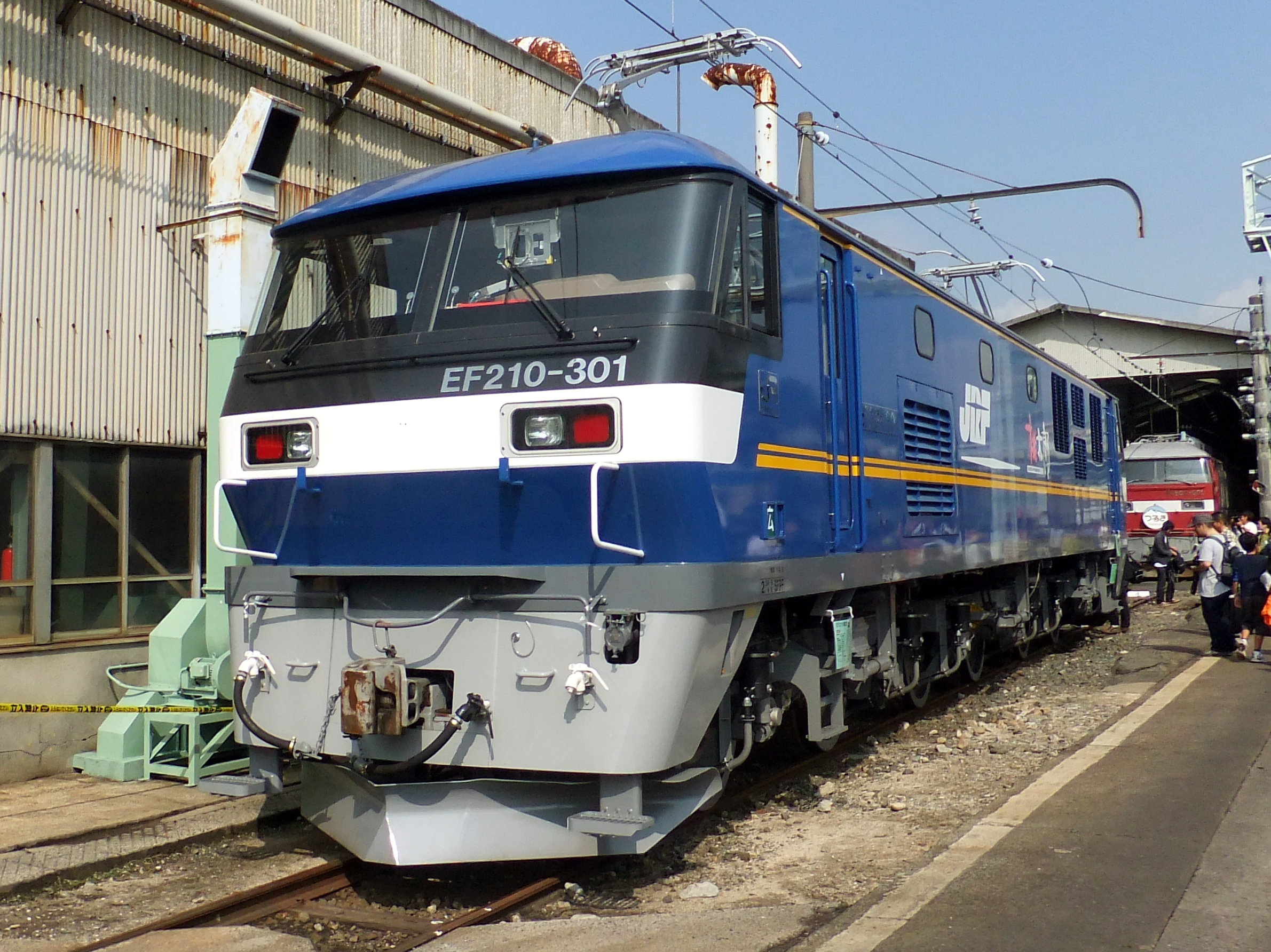
イベントで展示中のEF210 301（2012年）

## 災害と事故
瀬野八の区間は昔から災害多発区間で運休が多く、急勾配だけでなくこの点でもボトルネックとなっている。全区間にわたって土石流や急傾斜地の崩壊（土砂崩れ）を中心とした土砂災害が多く、複数の河川が合流する瀬野駅付近では洪水の被害もある。
近年では2018年の平成30年7月豪雨で大量の土砂が流入し、復旧まで1か月以上を要するという、山陽本線の被災区間では最も遅い再開となった。平成26年8月豪雨による広島市の土砂災害や平成30年7月豪雨を受けて見直されたハザードマップでは、瀬野駅付近の区間を中心に広い範囲の線路が土砂災害警戒区域等における土砂災害防止対策の推進に関する法律（土砂災害防止法）第6条による土砂災害警戒区域に指定され、一部はより厳しい特別警戒区域（同法第8条）に指定された。また、2021年12月には広島貨物ターミナル駅から東京貨物ターミナル駅に向かっていた貨物列車が脱線する事故も発生している。

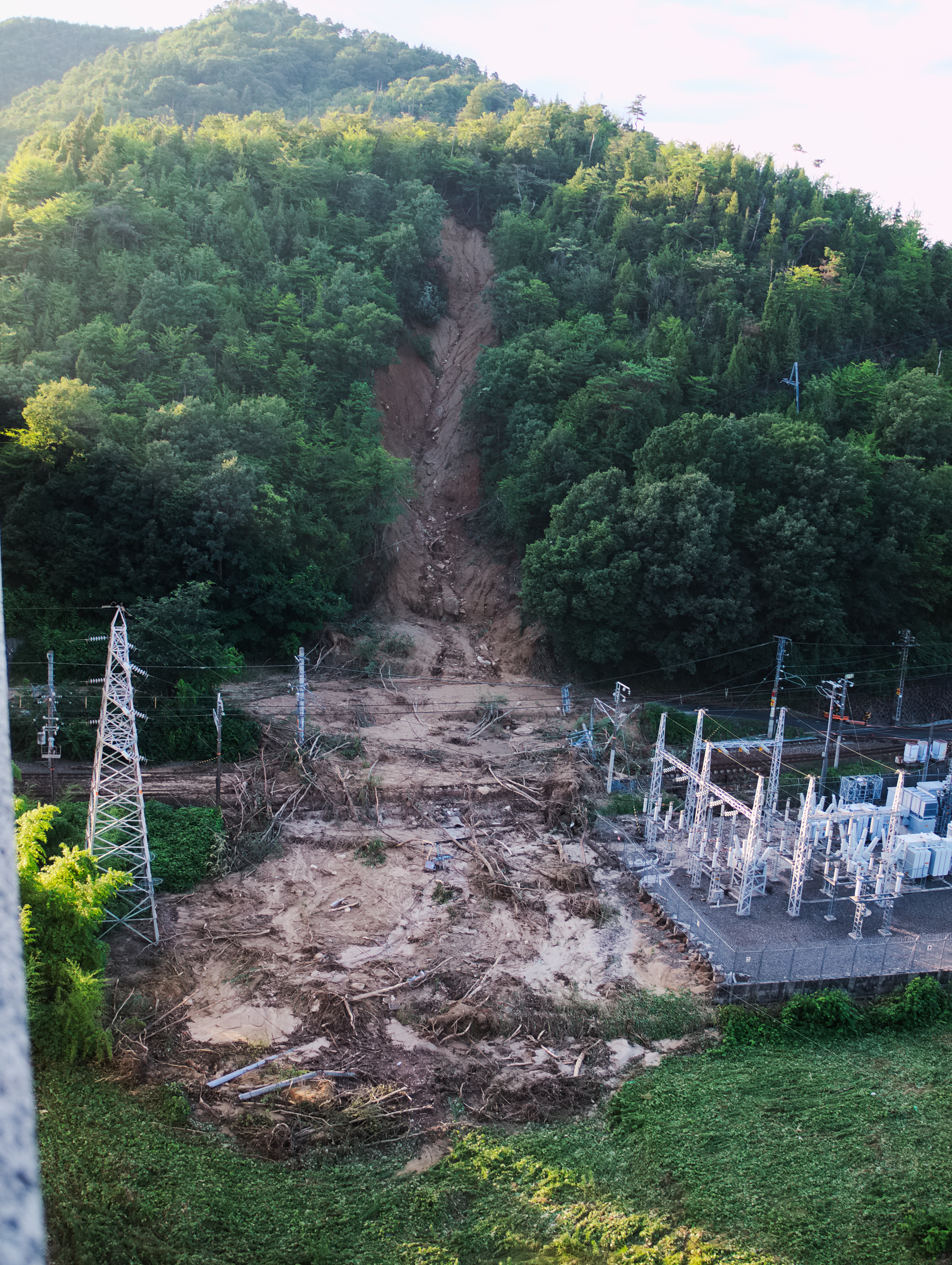
斜面が崩れ土砂が流入した八本松変電所（2018年7月）
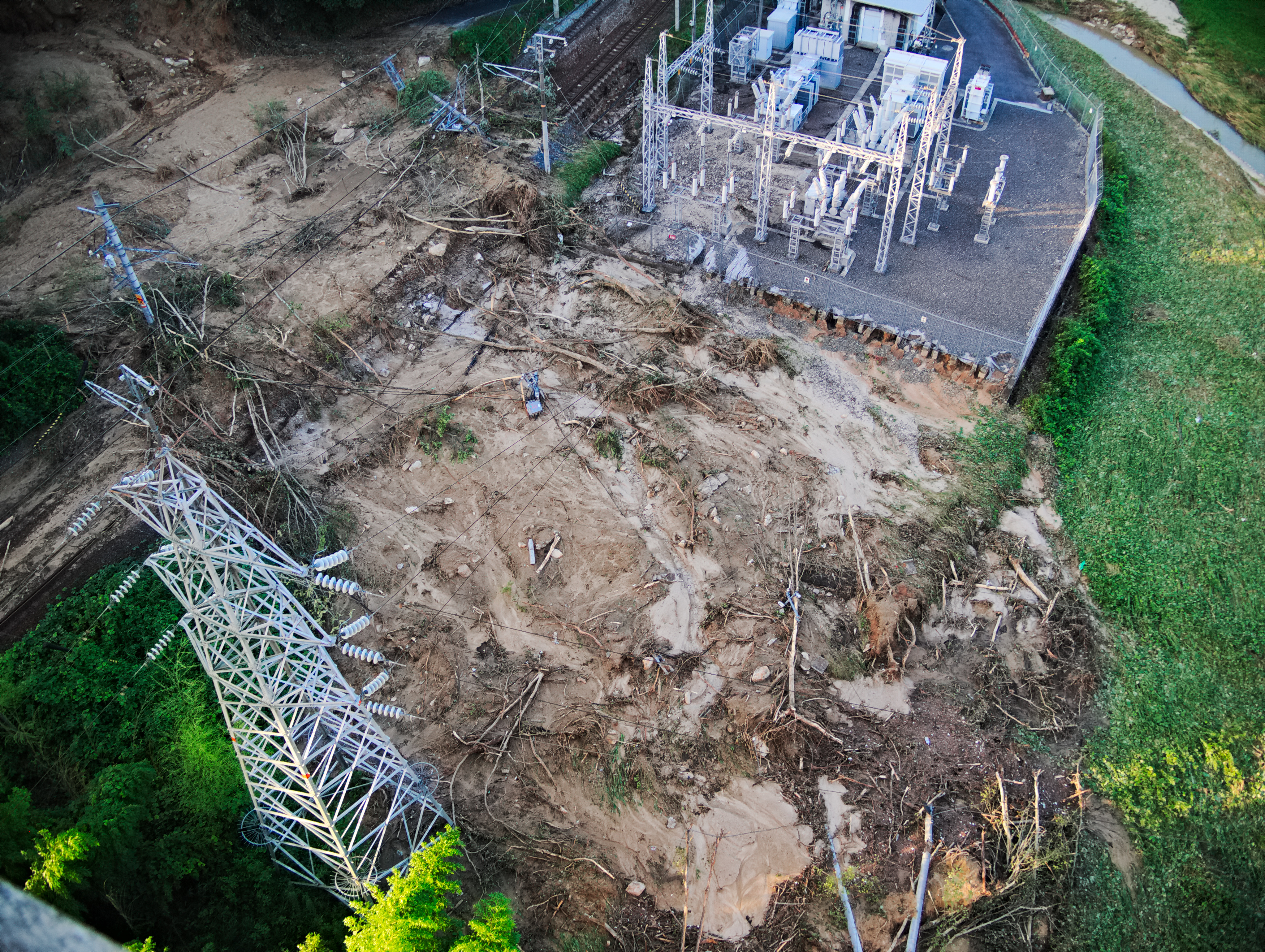
八本松変電所（2018年7月）
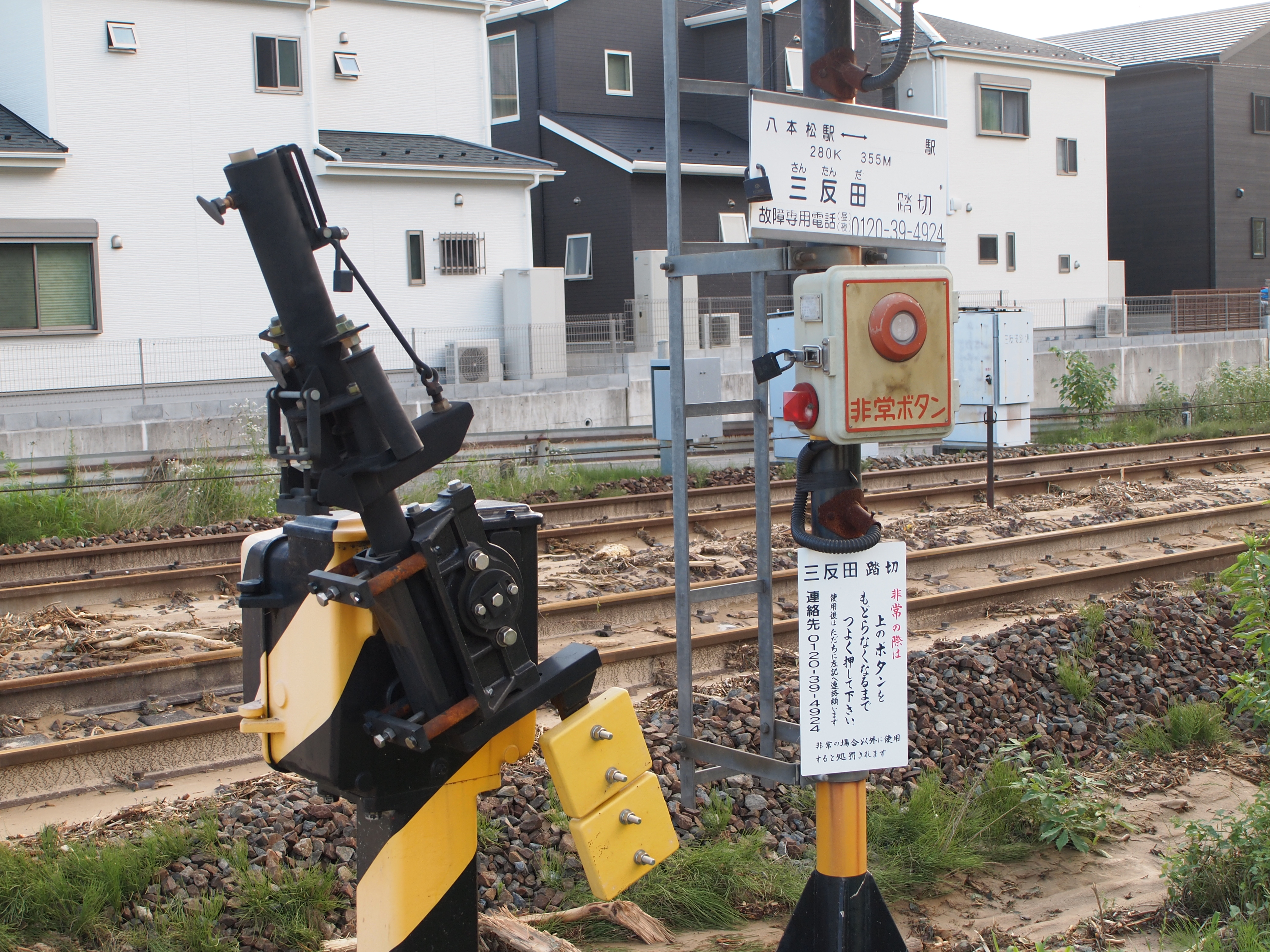
線路上に土砂が流入した八本松駅付近（2018年7月）

## 本区間を題材にした出版物
- 推理小説『特急さくら殺人事件』（西村京太郎） - 本区間での走行中解放をトリックに使用。
- 漫画『カレチ』（池田邦彦） - 第16話「セノハチ」